# Tomoyuki Taira
Tomoyuki Taira (jap. 平 智之, Taira Tomoyuki; * 10. Juli 1959 im Bezirk Nakagyō, Stadt Kyōto, Präfektur Kyōto) ist ein japanischer Politiker (Demokratische Partei→parteilos (zur Unterhausfraktion Genzei Nippon/Heian)→Minna no Tō→parteilos). Von 2009 bis 2012 war er Abgeordneter im Unterhaus des nationalen Parlaments für den 1. Wahlkreis Kyōto, der Teile der Stadt Kyōto umfasst.
Taira, Absolvent der ingenieurwissenschaftlichen Fakultät der Universität Kyōto und eines Graduiertenstudiums an der UCLA, arbeitete danach als „Talent“ für Fernsehen und Radio in der Region Kansai. Später leitete er einen Denkfabrik in der Bauindustrie und war ab 2006 Dozent an der Kokudo-kōtsuō Daigakkō, der Akademie des MLIT, ab 2008 außerordentlicher Dozent an der Tōyō-Universität.
In die Politik wechselte Taira bei der Unterhauswahl 2009, als er für die Demokratische Partei den 1. Wahlkreis Kyōto gewann, der bis dahin mit Bunmei Ibuki seit der Einführung der Einmandatswahlkreise in LDP-Hand gewesen war. In der Partei schloss er sich der Hatoyama-Gruppe an. Im Juni 2012 reichte er in Opposition zur Wiederinbetriebnahme der Blöcke 3 und 4 des Kernkraftwerks Ōi seinen Parteiaustritt ein, der Anfang Juli 2012 angenommen wurde. Er beteiligte sich später an der Gründung der Unterhausfraktion von Genzei Nippon, im November 2011 wechselte er in die Fraktion der Minna no Tō. Für diese kandidierte er bei der Unterhauswahl im Dezember 2012, wurde aber mit 11,8 % der Stimmen nur Vierter im 1. Wahlkreis Kyōto hinter Bunmei Ibuki (LDP, 33,2 %), Ikuta Tasaka (Ishin, 22,7 %) und Keiji Kokuta (KPJ, 19,8 %). Auf der Liste der Minna no Tō im Block Kinki wurde er damit Fünfter und verfehlte auch eine Wiederwahl über die Verhältniswahl. Nach der Auflösung der Minna no Tō kandidierte er bei der Unterhauswahl 2014 ohne Parteinominierung im Wahlkreis Kyōto 1, landete aber mit 9,5 % der Stimmen wieder nur auf dem vierten Platz hinter Ibuki (40,6 %), Kokuta (29,4 %) und Tasaka (inzwischen Ishin no Tō, 20,0 %), obwohl die Demokratische Partei im Gegensatz zu 2012 keinen eigenen Kandidaten nominiert hatte.